# Miida (miidaのアルバム)
『miida』（ミーダ）は、miidaの1枚目のフルアルバム。規格品番は、MCD-02012。

## 解説
キャッチコピーは「“毎晩あなたの灯す星が輝くよ 知らず知らずに暗闇を抜け出す”」。
1stミニアルバム「utopia」以降に配信されたデジタルシングル4曲とリミックス1曲が円盤初収録となっている。

## 収録曲
1. Rain
2. bergamot memories
3. Color
4. melt night
  - 6thデジタルシングル「melt night」収録
5. swim in boredom
6. YOU
7. Continue
  - 5thデジタルシングル「Continue」収録
8. Trash into The Sea
  - 7thデジタルシングル「Trash into The Sea」収録
9. (I don't wanna)fade out
10. be true?
  - 8thデジタルシングル「be true?」収録
11. LUCKY
12. utopia (The Department Remix)